# ローレンスの虐殺
ローレンスの虐殺（ローレンスのぎゃくさつ、英: Lawrence Massacre、あるいはクァントリルの襲撃）は、南北戦争の1863年8月21日に、カンザス州の北軍への支持が強かった町ローレンスを、ウィリアム・クァントリルが率いた南軍のゲリラ部隊Bushwhacker）、「Quantrill's Raiders （クァントリルのレイダーズ）」が襲撃したものである。
ローレンスは以前から奴隷制度廃止運動を支持しており、ミズーリ州西部の奴隷制度擁護派郡部にある農園やプランテーションを攻撃し破壊することで知られていた、自由州の民兵と自警団であるジェイホーカーズとレッドレグスの中心であるという評判があった。

## 背景
カンザス州は1863年までに、奴隷州となるか自由州となるかについて論争と暴力が続く場所となっていた。1856年夏、ローレンス最初の襲撃が起きてカンザス州におけるゲリラ戦が始まり、何か月も続いた。その参加者としてジョン・ブラウンが良く知られた者であり、血を流すカンザスと呼ばれる中で互いに多くの集団が争った。
南北戦争が始まるまでに、既に奴隷制度擁護派の怒りの標的にされていたローレンスは、州内でも反奴隷制度派の強固な地盤となり、さらに重要なことはミズーリ州に侵入する北軍とジェイホーカーの出発点として使われていた。当初のローレンスと周辺地域は極度に用心深く、敵軍が近づいているという噂に強く反応していた。しかし1863年夏になると、この脅威のどれも現実にはならず、市民の恐怖が小さくなり、攻撃に対する備えも緩んでいた。

## 動機
クァントリル自身はその攻撃の動機について、「オセオラに対する報復として町を略奪し破壊する」と言っていた。これは北軍のジェイムズ・ヘンリー・レイン将軍（カンザス州選出アメリカ合衆国上院議員）が率いて1861年9月にミズーリ州オセオラを攻撃したことを指していた。オセオラの町は略奪され、9人の男が臨時軍法会議に掛けられ、処刑された。ミズーリ州田園部では他にも幾つかの町や地域が、カンザス州から来た北軍支持者によって同様に略奪され燃やされた。歴史家のカステルは、報復が第1の動機であるとしても、略奪という願望に背中を押されていたと結論付けているローレンス攻撃の報復的な性格は生存者によっても確認された。「先月21日の殺戮者と話した淑女など全ての普遍的証言。レイン、ジェニソン、アンソニーの下に我が軍によって彼らの家族になされた悪行に対する報復を行うためにここにいるというのが、これら悪魔の主張するところである」
ローレンスは、1863年3月下旬に特に悪意の強いジェイホークの作戦を始めさせたレッドレグス部隊の本部でもあった。この部隊の目的とされたことは、南軍ゲリラに対する市民の支援を排除することだったが、その戦術（処刑、放火、略奪）はむしろ無差別に行われていた。ある観察者（カンザス第5騎兵隊の隊員）は「レッドレグスは良い馬のためならこの国の誰でも殺す。武装していない（南軍）同調者を終わらせることについて、自分たちをかなり美化していると思う」と発言していた。北軍のブラント将軍はレッドレグスの活動を説明して、「恐怖の支配が始められ、誰の資産も安全なものはなく、彼らの略奪や強盗の計画に反対するならば命ですら粗末にされる」と述べていた。レッドレグスに殺された市民の数を集計するのは難しいが、レッドレグスの作戦初期（1863年4月）にレキシントン地域で書かれた文書では、「少なくとも50人を殺し、それらは武装しておらず、それまで平和に静かに暮らしていた者達だった」と記していた。

### カンザスシティ婦人刑務所の崩壊
カンザス州でミズーリ州のゲリラ襲撃隊の活動を抑えるために、北軍のトマス・ユーイング・ジュニア将軍は1863年4月に「一般命令10号」を発布し、南軍ゲリラを援助し便宜を図った者なら誰でも逮捕することを命じていた。このことは主にゲリラの親戚である女性や少女を対象にしていた。ユーイングはそれら逮捕した者達をカンザスシティの一連の間に合わせの刑務所に押し込めていた。女性たちはまずあまりに小さくあまりに不衛生と考えられる2つの建物に入れられ、その後グランド1425にあった空き家に移された。この建物は、画家ジョージ・ケイレブ・ビンガムの義父、故ロバート・S・トーマスの敷地にあった。1861年にビンガムとその家族がこの建物に住んでいたが、1862年初期にはミズーリ州財務官に指名され、家族ごとジェファーソンシティに引っ越していた。ビンガムはそのスタジオとして使うために既存の建物に三階部分を追加していた。
1863年8月13日、少なくとも10人の女性と少女、全員が20歳未満の者達がこの建物に収監されているときに、建物が崩壊し、4人が死んだ。死者はチャリティ・マコークル・カー、スーザン・クロウフォード・バンデバー、アーメニア・クロウフォード・セルビー、およびジョセフィーヌ・アンダーソンであり、アンダーソンは南軍のウィリアム・T・"ブラッディ・ビル"・アンダーソンの15歳の妹だった。アンダーソンの13歳の妹もこの監獄で拘束されており、脚を2か所骨折するなど大けがを負った。この建物は衛兵によって強度を落とされていたのが崩壊に繋がったという噂が広まった。所有者のヒンガムは個人的にユーイングに対して恨みがあり、また建物の喪失に対して賠償を求めることになったが、後にその噂を広げた。しかし1995年に行われたこの事件と崩壊に伴う証言の研究では、「理論上最も有り得ない話だ」と結論付けている。証言によると、兵舎として使うために隣接するコックレルの建物の一階部分を改装したことが、共有の壁を座屈させたことを示していた。ヒンガムの元住居に加えられた三階部分の重みが崩壊に繋がった。
この監獄の崩壊前であっても、少女たちの逮捕と追放計画はクァントリルのゲリラ隊を怒らせていた。ジョージ・トッドは、少女たちを解放しなければ、カンザスシティを燃やすと脅しをかけるメモを残していた。クァントリルのローレンス襲撃は監獄の崩壊前に計画されていたが、ゲリラの親戚である女性が死んだことで、襲撃中に報復と血への渇望が増したことは疑いない。

## 攻撃
攻撃は注意深い作戦の産物だった。クァントリルはブッシュワッカー（ゲリラ兵）の独立した集団指導者の多くから信頼を獲得することができており、前もって攻撃の日取りと時間を選んだ。ミズーリ州の幾つかの騎馬集団が別々の隊列を組んで東からローレンスに近づき、最後の数マイルでは選ばれた日の夜明け前という図られた時間に正確に集合することにした。隊員の多くは24時間以上も馬に揺られてきて会合地点に向かうのであり、途中で眠っても落馬しないように、鞍に自分を縛りつけた者が多かった。隊員のほとんど全員が複数の6連発拳銃を装備していた。

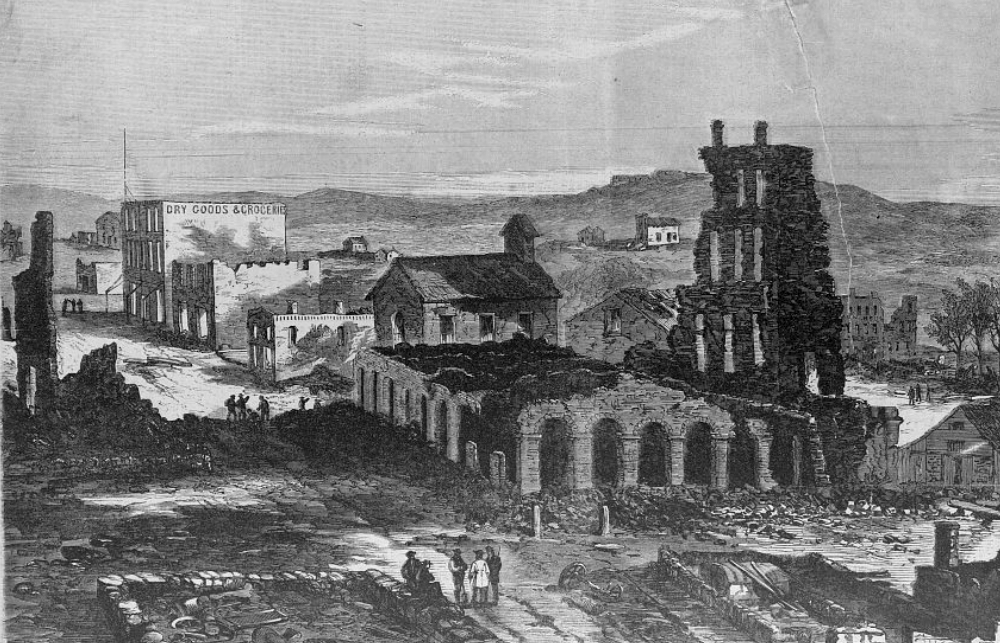
廃墟になったローレンス、「ハーパーズ・ウィークリー」に掲載されたイラスト

オリード山の頂上に300ないし400名の騎兵が到着し、それから激しくローレンスに降りて行った。その後4時間の間に、襲撃者は町を略奪して火を点け、男性住民の大半を殺した。クァントリルの兵士はローレンスの建物の中で2つの企業のものを除き、4分の1までを燃やしつくした。銀行や店舗の大半を略奪し、185ないし200人の男性と少年を殺した。1897年の証言に拠れば、その死者の中には招集されていない兵士23名のうちの18名がいた。午前9時までに、襲撃者は町から出て行こうとしており、追撃に来た部隊から逃れ、北軍が一体になって追撃して来ないように、散開して逃亡した。
襲撃は戦闘というよりも大量処刑だった。襲撃の2週間前に、ローレンスの新聞が「ローレンスは500名以上の戦闘員による緊急事態に備えてきた...クァントリルの襲撃隊を見たいというあらゆる人に」と豪語していた。しかしローレンスに一時的に駐屯していた兵士の部隊はレブンワース砦に戻っており、最初の襲撃が急襲であり、迅速で怒りに燃えていたので、地元民兵隊は集合できず、防御を組織できなかった。襲撃の犠牲者のほとんどは、撃ち倒されたときに武装していなかった。
クァントリルの襲撃隊は報復を主たる動機にローレンスに入って来ており、殺すべき者と燃やすべき建物のリストを持っていた。そのリストのトップにはジェイムズ・H・レイン上院議員の名があった。レインは軍隊の指揮官であり、南北戦争の初期にミズーリ州西部（オセオラの破壊を含む）の殺人、略奪、放火を行ったジェイホーク襲撃の主たる政治的提唱者だった。レインは寝巻のままトウモロコシ畑を逃亡して、死を免れた。ジョン・スピアはレインから新聞事業を任された者であり、レインの政治的後ろ盾の一人であり、やはりリストに載っていた。スピアも同様に処刑を免れたが、その息子が襲撃の間に殺された。スピアの息子の1人、ジョン・L・スピアは以前に北軍が発行したレッドレグスのリストに載っていた。スピアの末の息子は15歳のビリーであり、処刑者のリストに載っていた可能性があるが、クァントリルの部下に偽りの名前を告げて釈放されていた。このスピアの息子は襲撃者がローレンスから出ていくところを一人撃ち殺しており、クァントリルの部隊で数少ない犠牲者の一人になった。カンザス州初代州知事であり、著名な奴隷制度廃止運動家だったチャールズ・L・ロビンソンもこのリストに載っていた可能性があるが、クァントリルは南北戦争がまさに始まろうという時点で和平を保とうとしたロビンソンの努力を尊敬していたので、処刑を免れるようにしていた。
襲撃の犠牲者の多くが前もって具体的に目標にされていたが、処刑は襲撃者の部隊の間で見境のないものとなり、特にローレンスの西部で活動したトッドの隊がそうだった。ブラッディ・ビル"・アンダーソンと共に来ていた兵士や少年も、ローレンスの不釣り合いな死者の数を証言していた。この襲撃はかなりの残酷さにまで発展した。生存者は、ある男は命乞いする妻の腕の中で撃たれており、別の男はよちよち歩きの幼児を抱いたまま殺されたと報告していた。命を保証されて降伏した集団が銃で撃たれ、一組の男性は燃えている建物の中に押し込められて、苦悶のうちに死んだ。さらに劇的な話はH・M・シンプソンが1863年9月7日に書いた文書にあったものであり、その家族の周りで虐殺が続いている間に、近くのトウモロコシ畑に家族全員を隠して、何とか死を免れたというものだった。「私の父は大変緩りとトウモロコシ畑に入って来た。彼はラフィアン（悪漢）達に大変腹を立てており、彼らの前から逃げるのを潔しとしなかった。私の小さな子供たちは3時間畑の中にいた。彼らはもし泣いたらば、その音が両親の居場所を知らせてしまうことを知っていたので、鼠のように静かにしていた。赤ん坊もお腹が減っており、私が生のトウモロコシの穂を与えるとガツガツと食べていた。」と記していた 。
この襲撃の犠牲者の若さが、襲撃の特に非難すべき側面として取り上げられることが多い。ボビー・マーティンが一般に最年少の犠牲者とされている。襲撃のある証言では12歳だったとしており、また別の証言では14歳だったとしている。証言の大半では、ボビーが北軍の制服を着ていたか、父の征服を仕立て直した服を着ていたとしており、マスケット銃と薬包を抱えていたという証言もある。この戦争に参加した者の中で約80万人は17歳以下であり、約10万人は15歳以下だったという推計もある。クァントリルの部下の大半が10代だった。最年少はライリー・クロウフォードであり、父が北軍兵に撃たれ、家が焼かれた後で、母がクァントリルのところに連れてきたときは13歳だった。

## 襲撃の後
ローレンスの虐殺はカンザス州の全歴史の中でも最大級に血なまぐさい出来事となった。ローレンスのプリマス会衆派教会はこの攻撃を免れたが、その教徒の多くが殺され、記録が失われた。
攻撃の翌日、ローレンスの生き残った市民が、町で捕まえたクァントリルのレイダーズの隊員一人をリンチした。8月25日、ユーイング将軍は一般命令11号を承認し、カンザス州境に近いミズーリ州4郡の住民数千人を強制退去させることにした。事実上これら郡部のあらゆるものが体系的に焼き払われた。この動きは悪名高いジェイホーカーであるチャールズ・"ドク"・ジェニソンが実行した。ジェニソンによるミズーリ州襲撃は完璧で見境のないものであり、ミズーリ州西部の5郡を疲弊させたが、時代物の二階建て家屋のレンガ造り煙突のみが破壊を免れ、それは現在もその地方で「ジェニソンの記念碑」と呼ばれている。
ミズーリ州の奴隷制度廃止運動家と説教師は、カンザス州とミズーリ州の住民を戦争全体の恐怖の中に落とし込むことで、ローレンスの虐殺の果たした役割を次のように語っていた。
ローレンス市の市章は焼き落とされた灰の中から立ち上がる不死鳥の姿を描き、クァントリルの攻撃を記憶させるものである。
クァントリルは冬に備えて部隊を率いてテキサス州に向かった。翌年まで、この襲撃者達は軍隊として統合されなくなったので、同じように襲撃を行えなくなった。クァントリルは1865年にケンタッキー州で受けた傷がもとで死に、頑固な支持者が僅かに残された。その中には後に悪名高くなったフランク・ジェイムズとその弟ジェシー・ジェイムズがいた。

## 大衆文化の中で
- 1940年のラオール・ウォルシュ監督の映画『暗黒の命令』は同名の小説の翻案であり、クラシックなB映画西部劇のスタイルでローレンスの虐殺を題材にしている。出演はジョン・ウェイン、ロイ・ロジャース、ガビー・ヘイズ、ウォルター・ピジョンだった。史実には添っていない。
- オーディ・マーフィ主演の1950年の西部劇『命知らずの男』、アン・リー監督の1999年の映画『楽園をください』、スティーヴン・スピルバーグが2005年に制作したミニシリーズの『Into the West』は全てローレンスの虐殺を題材にしている。
- 1979年のテレビ映画『The Legend of the Golden Gun』はクァントリルを追跡するストーリーであり、ジョージ・アームストロング・カスターについて幾らかのフィクションを交えている。
- ジェイムズ・カルロス・ブレイクが2000年に著した、ブラッディ・ビル・アンダーソンの伝記的小説『Wildwood Boys』は、ローレンスの虐殺が中心命題である[38]。
- USAネットワークテレビのコメディー・ドラマ『サイク/名探偵はサイキック?』で、2006年のエピソード『Weekend Warriors』で再現された「パイパーズコーブの戦い」は ローレンスの虐殺をもとにしていると考えられる。
- 2010年のコーエン兄弟監督の映画『トゥルー・グリット』は、ジェフ・ブリッジスとマット・デイモンが演じる登場人物がクァントリルについて語るシーンがある。デイモンのテキサス・レンジャーがクァントリルを殺人者と呼び、ブリッジスの連邦保安官は愛国者と言っている。ブリッジスが「クァントリル大尉」と呼んだ時に、デイモンは「何のキャプテン？」と揶揄して議論を終わらせる。この会話は原作者チャールズ・ポーティスの同名小説にまず現れている。1969年の最初の映画化『勇気ある追跡』でも使われていた。